# Sobór św. Zofii w Harbinie
Sobór św. Zofii w Harbinie – prawosławny sobór w Harbinie, wzniesiony w latach 1923–1932.
Budowa soboru św. Zofii, jednej z siedemnastu cerkwi prawosławnych w Harbinie, rozpoczęła się w 1923. Jako miejsce pod budowę murowanego soboru wybrano teren, na którym w 1907 wzniesiono drewnianą cerkiew wojskową. Budowlę wzorowano na cerkwiach w Borkach i w Petersburgu związanych z katastrofą carskiego pociągu pod Borkami. Prace nad świątynią trwały do 1932. Obiekt został znacząco powiększony w porównaniu z pierwszą cerkwią, gdyż w międzyczasie liczba wyznawców prawosławia w mieście znacznie wzrosła.
Po wyjeździe większości prawosławnych Rosjan z Harbinu porzucona świątynia została zaadaptowana na magazyn. W 1997 sobór został wyremontowany, posiada status zabytku pierwszej klasy. Mieści od tej pory galerię architektury. Sam budynek reprezentuje styl rosyjsko-bizantyjski. Jego łączna powierzchnia wynosi 721 metrów kwadratowych, co czyni z niego największą prawosławną świątynię spośród wszystkich istniejących dawniej lub obecnie w mieście.